# Трудовой (Ленинградский район)
Трудово́й — посёлок в Ленинградском районе Краснодарского края Российской Федерации.
Входит в состав Восточного сельского поселения.

## География
Находится в 300 м к юго-востоку от административного центра сельского поселения — посёлка Бичевый.
Уличная сеть представлена двумя объектами: пер. Зеленый и ул. Октябрьская.

## Население
| 2002 | 2010 |
| ---- | ---- |
| 246  | ↗299 |